# Dorit Rabinyan
Dorit Rabinyan (hebreo: דורית רביניאן; nacida el 25 de septiembre de 1972) es una escritora y guionista israelí. Nació en Kfar Saba de una familia judía iraní. Ha publicado cuatro novelas, dos de las cuales han sido ampliamente traducidas. También ha publicado una colección de poesía y un libro ilustrado para niños, así como guiones para la televisión.
Era amiga del artista palestino Hasan Hourani, y escribió un elogio para él en The Guardian después de su muerte en 2003. Su primera novela, Persian Brides ganó el premio Quarterly-Wingate Prize en 1999. 

## Polémica porGader Haya
Su novela Gader Haya de 2014 (inicialmente conocida como Borderlife en inglés, más tarde publicada como Todos los ríos), que cuenta una historia de amor entre una mujer israelí y un hombre palestino, se ha convertido en centro de controversia. 
La novela fue bien recibida y ganó el Premio Bernstein. En 2015, un comité de maestros solicitó que se agregara Borderlife al currículo recomendado para las clases de literatura de la escuela secundaria hebrea. Un comité del Ministerio de Educación de Israel consideró que el libro era inapropiado y se negó a ello, según The Economist, por promover el matrimonio entre israelíes y palestinos y la asimilación que pudiera provocar la pérdida de la identidad israelí. Dalia Fenig, la principal miembro del comité, argumentó que el libro "podría hacer más daño que bien" en ese momento de mayor tensión, aunque observó que el libro no fuera prohibido y pudiera agregarse el año próximo. 
La decisión dio lugar a protestas de maestros y directores de escuelas secundarias y del político Isaac Herzog. Las ventas del libro aumentaron a raíz de la polémica. El reconocido escritor Amos Oz se unió a las críticas contra la medida de carácter político contra el libro.

## Obra
- Sí, sí, sí (poesía), 1991 [כן, כן, כן Ken, Ken, Ken], ISBN  978-965-411-0358
- Novias persas (novela),[4] 1995 [סמטת השקדיות בעומריג'אן Simtat Ha-Shkediyot Be-Oumrijan], traducida a 18 idiomas,[5]
- Nuestras bodas, (novela), 1999 [החתונות שלתו Ha-Chatunot Shelanu], 2001, ISBN 978-037-550-8110
- ¿Y donde estaba yo? (libro ilustrado), 2006 [ אז איפה הייתי אני Az Eifo Hayiti Ani?]
- Gader Haya ("Hedgerow" - Todos los ríos , novela), 2014 [גדר חיה Gader Chaya] ISBN 978-965-132-4581
- El seto, (novela), 2015.[6]